# KSCI
KSCI（チャンネル18）は、アメリカ・カリフォルニア州ロングビーチの認可を受けたテレビ局で、ロサンゼルス地域にサービスを提供している。WRNN-TVアソシエイツが所有しており、ShopHQから番組を放送している。スタジオはロサンゼルス西部のサウス・バンディ・ドライブ（South Bundy Drive）にあり、送信所はハーバード山（Mount Harvard）の頂上にある。2021年6月まで多文化独立局として機能した。

## 歴史

### 1960年代
ロサンゼルスのチャンネル18の割り当ては、かつては「KCHU-TV」によって占有されており、サンバーナーディーノにライセンスを取得し、1962年8月1日に放送契約を締結し、その後1964年6月に放送を終了した。KCHUは「サンバーナーディーノ・サン・テレグラム」が所有していた。KSCIは1977年6月30日に開局し、サンバーナーディーノではまだライセンスを取得していたが、ウェスト・ロサンゼルスのスタジオで運営していた。それは超越瞑想（TM）運動が所有する非営利団体となった（コールレターはマハリシ・マヘーシュ・ヨーギーの理論「Science of Creative Intelligence（創造的知性の科学）」を表していた）。ニュース記事、事前収録された講演、TMの有名人によるバラエティ番組を放送した。KSCIの目標は「Only good news（良いニュースだけ）」を報道することで、姉妹局はサンフランシスコとワシントンD.C.で計画された。ステーションマネージャーはハリウッド映画監督リチャード・フライシャーの息子マーク・フライシャー（Mark Fleischer）だった。

### 1980年代
1980年に営利事業に切り替え、1985年には800万ドルの収益から100万ドルを稼ぎ出した。1985年11月、アイオワ州のマハリシ国際大学に35万ドルを融資した。1986年6月までに、KSCIのコンテンツは14か国語の「番組のごった煮」で構成され始めた。自らを「国際放送局（International station）」と称し、1980年代初頭には最も多様な民族テレビ番組を提供していると主張していた。1980年代初頭のイラン系アメリカ人のテレビ番組はほぼ全てKSCIで放送されていた。
1986年10月に、ゼネラルマネージャーと投資家によって4,050万ドルで購入された。

### 1990年代
1990年にインターコンチネンタル・テレビジョン・グループ株式会社（Intercontinental Television Group Inc.）に売却され、アラブ・アメリカン・テレビジョン（Arab American Television）のワヒド・ボクター（Wahid Boctor）が番組を制作した。1998年、放送地域免許をサンバーナーディーノからロングビーチに移管した。2000年、韓国の新聞「韓国日報」がKSCIを運営していたインターナショナル・メディア・グループ（International Media Group、IMG）を買収した。IMGはKSCIを買収したアジアンメディア・グループ株式会社（AsianMedia Group, Inc.）として再スタートした。

### 2000年代
2005年までに、7つの英語ニュース番組と3つのスペイン語ニュース番組に加えて、「ベトナム語、北京語、韓国語によるローカルニュース番組」を南カリフォルニアの250万人のアジア系アメリカ人の視聴者に向けて放送していた。2005年初め、オンエアブランドを「LA18」に変更した。
2008年10月、大統領選挙討論会を中国語の翻訳付きで放送し、報道スタッフによる政治分析を提供した。この放送は、韓国語、北京語、広東語、ベトナム語、フィリピン語で選挙イベントを報道したいくつかの放送のうちの1つだった。

### 2010年代
2012年1月9日、KSCI株式会社（KSCI, Inc.）は、デラウェア州連邦破産裁判所に対し、連邦破産法第11条に基づく破産保護に基づく再生の自主的申し立てを行った。2012年8月11日、連邦通信委員会が2014年に放送以外の目的で使用するための自主的な周波数オークションを開始した後、その周波数をオークションにかける可能性を狙ってアメリカの様々な都市の小規模テレビ局を買収した会社であるNRJ TV LLCによって買収された。
2017年6月22日、中国語、フィリピン語、スペイン語、アルメニア語での番組を全て終了し、同年7月1日から英語のインフォマーシャルに置き換えると発表した。サブチャンネルは引き続き中国語とアルメニア語の番組を放送していたが、番組削減の結果、KSCIも韓国番組を20:00から23:00までに削減し、翌年にはサブチャンネルリストを12から5に削減すると発表した。
2017年9月12日、KSCIの親会社NRJ TV LLCは、自社のポーウェイ中継局KUAN-LDをNBCユニバーサル・オウンド・テレビジョン・ステーションズグループ（KNBC/KVEA及びKNSDの所有者）に65万ドルで売却すると発表した。販売は同年12月21日に完了した。

#### RNNへの売却
2019年12月9日、ニューヨーク市に本拠を置くWRNN-TVの所有者であるWRNN-TVアソシエイツ（WRNN-TV Associates）が、フルパワーテレビ局7局（KSCIを含む）とクラスA局1局をNRJから買収する契約を締結したと発表された。この売却は1月23日にFCCによって承認され、2020年2月4日に完了した。
WRNN-TVアソシエイツは、2020年2月1日から2月4日まで、買収が完全に完了するまでの間、短期ローカルマーケティング契約（LMA）に基づいてKSCIを運営していた。KSCIは、WRNN-TVの独立ネットワーク「RNN」をプライマリチャンネルで放送し始めた。RNNのスケジュールは主にインフォマーシャルで構成されており、時折、宗教、E/I、ニュース/トーク番組が含まれる。
2021年5月30日、KSCI（WRNN-TVアソシエイツが所有する姉妹局と共に）が同年6月28日にShopHQ 24/7チャンネルの提携局となることが発表された。

## 技術情報

### サブチャンネル
デジタル信号は多重化されている。
| チャンネル | 解像度 | アスペクト比 | ショートネーム | 番組編成                         |
| ---------- | ------ | ------------ | -------------- | -------------------------------- |
| 18.1       | 720p   | 16:9         | LA18           | ShopHQ                           |
| 18.2       | 480i   | 16:9         | SBS            | SBS（韓国語）                    |
| 18.3       | 480i   | 16:9         | MBCD           | MBC-D（韓国語）                  |
| 18.4       | 480i   | 16:9         | YTV            | 聯合ニュースTV（韓国語ニュース） |

### アナログからデジタルへの変換
連邦政府が義務付けたアナログテレビ放送からデジタルテレビ放送への移行の一環として、2009年6月12日にUHFチャンネル18上のアナログ信号を停止した。KSCIのデジタル信号は、移行の結果放送用途から除外された高帯域UHFチャンネル（52～69）の1つであった移行前のUHFチャンネル61から、かつてのアナログ時代のUHFチャンネル18に再配置された。